# Saint-Julien-des-Points
Pour les articles homonymes, voir Saint-Julien.
Saint-Julien-des-Points est une commune française, située dans le sud-est du département de la Lozère en région Occitanie.
Exposée à un climat méditerranéen, elle est drainée par le Gardon d'Alès et par deux autres cours d'eau. Incluse dans les Cévennes, la commune possède un patrimoine naturel remarquable composé de deux zones naturelles d'intérêt écologique, faunistique et floristique.
Saint-Julien-des-Points est une commune rurale qui compte 119 habitants en 2022, après avoir connu un pic de population de 252 habitants en 1836.  Ses habitants sont appelés les Saint-Juéryens ou  Saint-Juéryennes.

## Géographie

### Localisation
Saint-Julien-des-Points se situe dans le sud-est du département de la Lozère, proche de la route de Florac à Alès, et est limitrophe du département du Gard.

### Communes limitrophes
Les communes limitrophes sont  Branoux-les-Taillades, Le Collet-de-Dèze et Sainte-Cécile-d'Andorge.

### Climat
Pour des articles plus généraux, voir Climat de l'Occitanie et Climat de la Lozère.
En 2010, le climat de la commune est de type climat méditerranéen franc, selon une étude s'appuyant sur une série de données couvrant la période 1971-2000. En 2020, Météo-France publie une typologie des climats de la France métropolitaine dans laquelle la commune est exposée à un climat de montagne ou de marges de montagne et est dans la région climatique Provence, Languedoc-Roussillon, caractérisée par une pluviométrie faible en été, un très bon ensoleillement (2 600 h/an), un été chaud (21,5 °C), un air très sec en été, sec en toutes saisons, des vents forts (fréquence de 40 à 50 % de vents > 5 m/s) et peu de brouillards.
Pour la période 1971-2000, la température annuelle moyenne est de 12,9 °C, avec une amplitude thermique annuelle de 17,4 °C. Le cumul annuel moyen de précipitations est de 1 291 mm, avec 8 jours de précipitations en janvier et 4,2 jours en juillet. Pour la période 1991-2020, la température moyenne annuelle observée sur la station météorologique la plus proche, située sur la commune du Collet-de-Dèze à 3 km à vol d'oiseau, est de 12,9 °C et le cumul annuel moyen de précipitations est de 1 612,2 mm,. Pour l'avenir, les paramètres climatiques de la commune estimés pour 2050 selon différents scénarios d'émission de gaz à effet de serre sont consultables sur un site dédié publié par Météo-France en novembre 2022.

### Milieux naturels et biodiversité

#### Espaces protégés
La protection réglementaire est le mode d’intervention le plus fort pour préserver des espaces naturels remarquables et leur biodiversité associée,. La commune fait partie de la zone de transition des Cévennes, un territoire d'une superficie de 116 032 ha reconnu réserve de biosphère par l'UNESCO en 1985 pour la mosaïque de milieux naturels qui la composent et qui abritent une biodiversité exceptionnelle, avec 2 400 espèces animales, 2 300 espèces de plantes à fleurs et de fougères, auxquelles s’ajoutent d’innombrables mousses, lichens, champignons,.

#### Zones naturelles d'intérêt écologique, faunistique et floristique
L’inventaire des zones naturelles d'intérêt écologique, faunistique et floristique (ZNIEFF) a pour objectif de réaliser une couverture des zones les plus intéressantes sur le plan écologique, essentiellement dans la perspective d’améliorer la connaissance du patrimoine naturel national et de fournir aux différents décideurs un outil d’aide à la prise en compte de l’environnement dans l’aménagement du territoire.
Une ZNIEFF de type 1 est recensée sur la commune :
le « Gardon d'Alès à la Grand-combe » (179 ha), couvrant 8 communes dont sept dans le Gard et une dans la Lozère et une ZNIEFF de type 2, : 
les « Hautes vallées des Gardons » (73 898 ha), couvrant 48 communes dont 27 dans le Gard et 21 dans la Lozère.

Cartes des ZNIEFF de type 1 et 2 à Saint-Julien-des-Points.
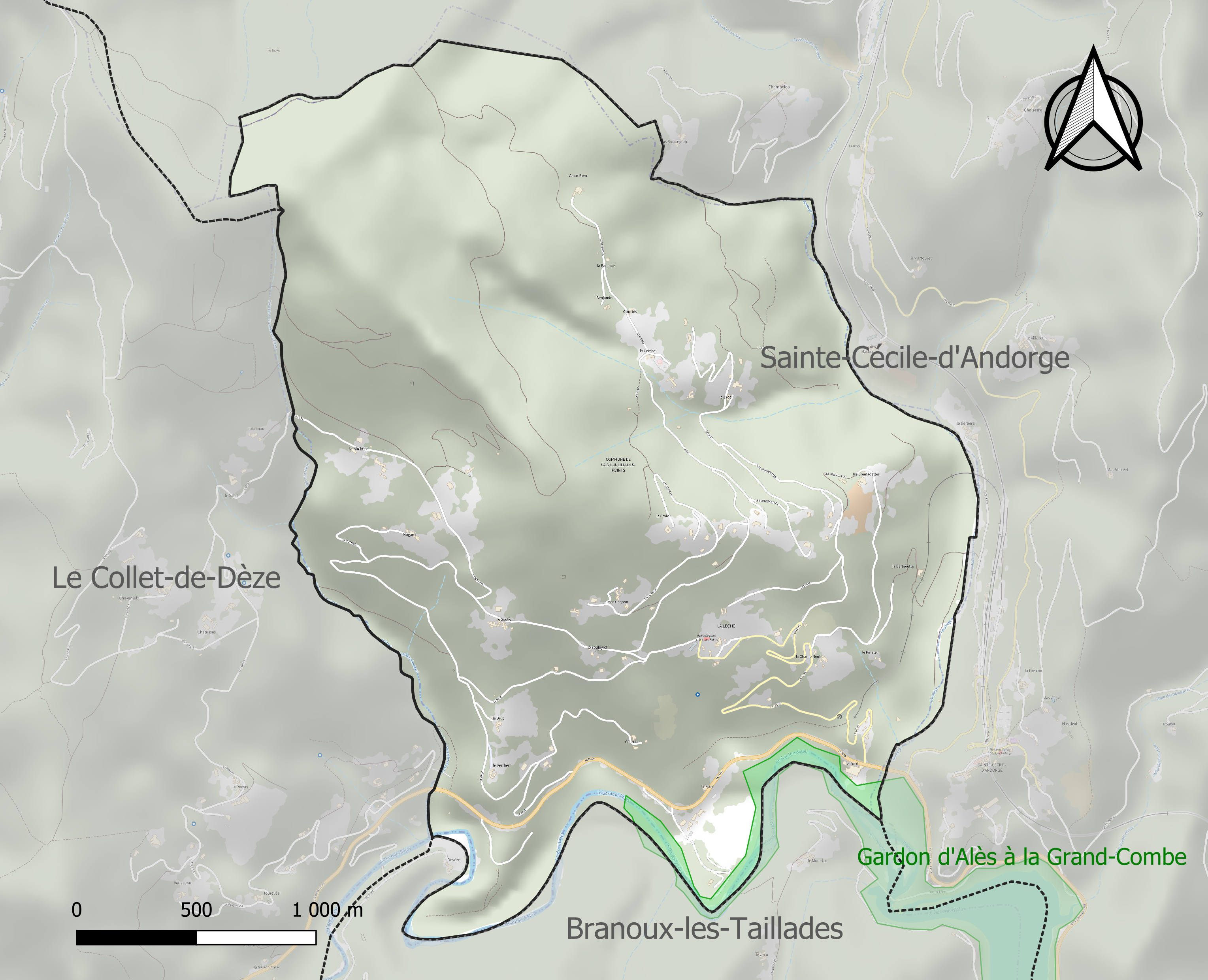
Carte de la ZNIEFF de type 1 sur la commune.
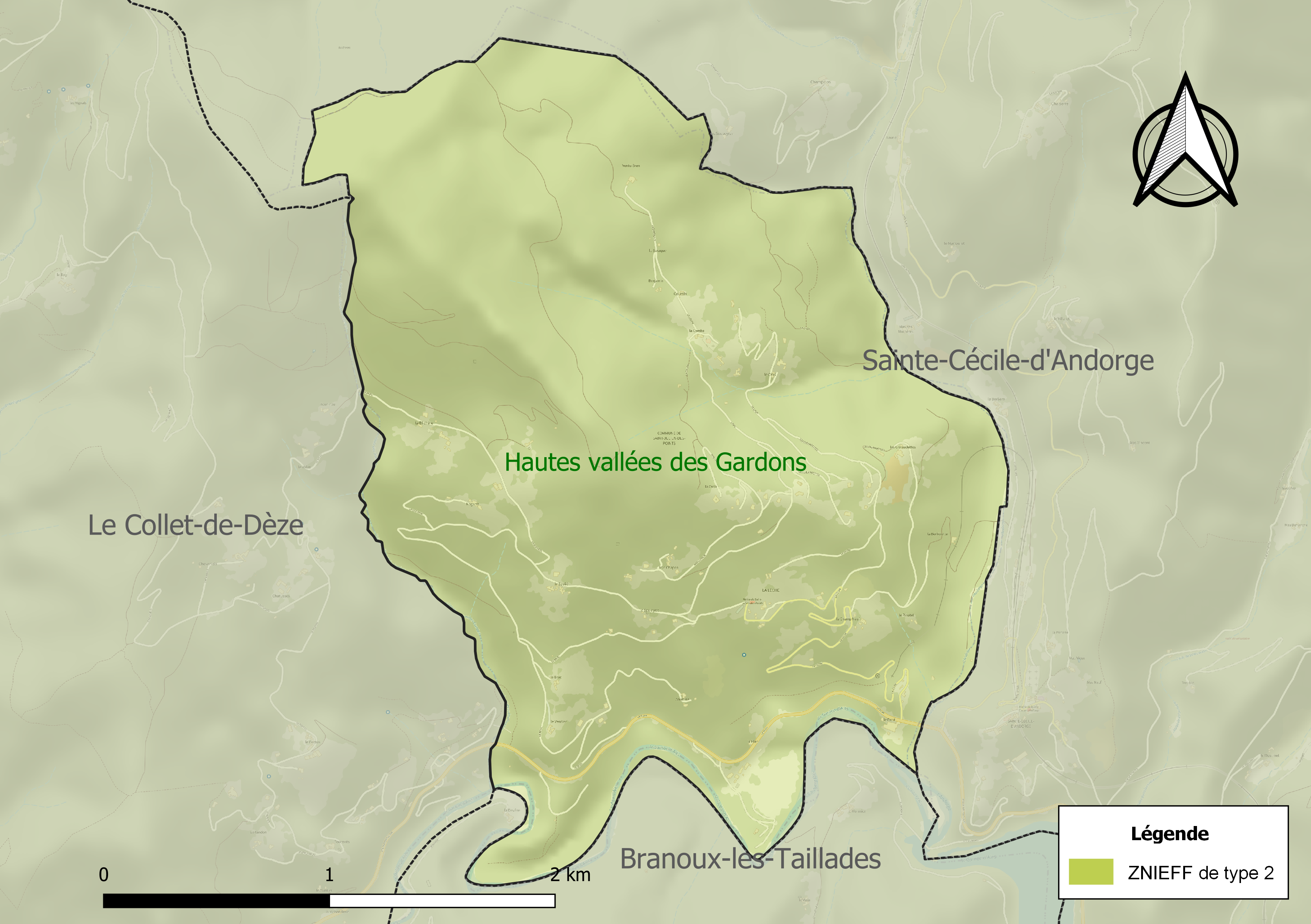
Carte de la ZNIEFF de type 2 sur la commune.

## Urbanisme

### Typologie
Au 1er janvier 2024, Saint-Julien-des-Points est catégorisée commune rurale à habitat très dispersé, selon la nouvelle grille communale de densité à sept niveaux définie par l'Insee en 2022.
Elle est située hors unité urbaine et hors attraction des villes,.

### Occupation des sols
L'occupation des sols de la commune, telle qu'elle ressort de la base de données européenne d’occupation biophysique des sols Corine Land Cover (CLC), est marquée par l'importance des forêts et milieux semi-naturels (94,7 % en 2018), une proportion identique à celle de 1990 (94,7 %). La répartition détaillée en 2018 est la suivante : 
forêts (94,7 %), zones agricoles hétérogènes (5,3 %). L'évolution de l’occupation des sols de la commune et de ses infrastructures peut être observée sur les différentes représentations cartographiques du territoire : la carte de Cassini (XVIIIe siècle), la carte d'état-major (1820-1866) et les cartes ou photos aériennes de l'IGN pour la période actuelle (1950 à aujourd'hui).

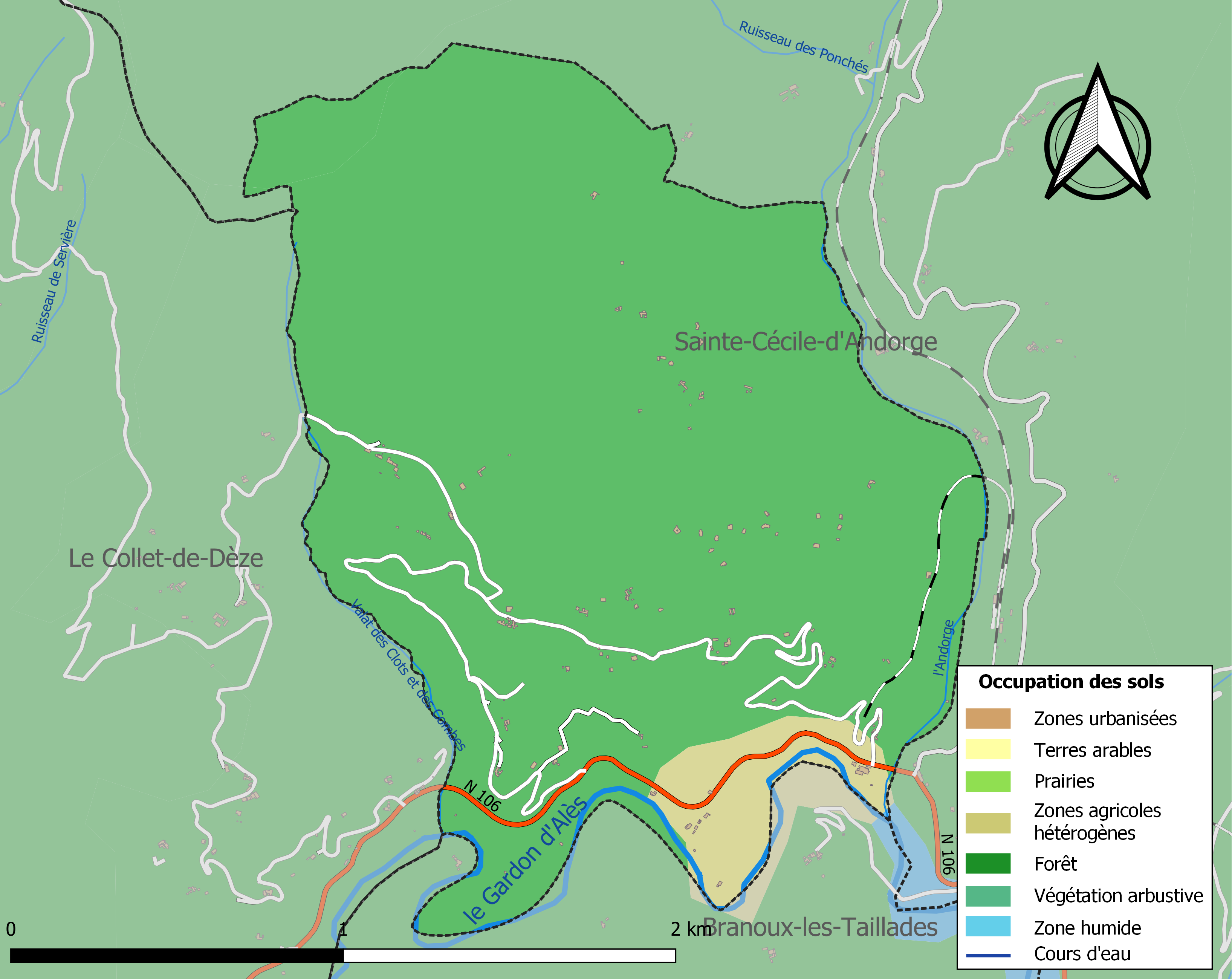
Carte des infrastructures et de l'occupation des sols de la commune en 2018 (CLC).

### Risques majeurs
Le territoire de la commune de Saint-Julien-des-Points est vulnérable à différents aléas naturels : météorologiques (tempête, orage, neige, grand froid, canicule ou sécheresse), inondations, feux de forêts, mouvements de terrains et séisme (sismicité faible). Il est également exposé à un risque technologique,  le transport de matières dangereuses, et à un risque particulier : le risque de radon. Un site publié par le BRGM permet d'évaluer simplement et rapidement les risques d'un bien localisé soit par son adresse soit par le numéro de sa parcelle.

#### Risques naturels
Certaines parties du territoire communal sont susceptibles d’être affectées par le risque d’inondation par débordement de cours d'eau, notamment le Gardon d'Alès . La commune a été reconnue en état de catastrophe naturelle au titre des dommages causés par les inondations et coulées de boue survenues en 1982, 1994, 2003, 2008 et 2014,.
Saint-Julien-des-Points est exposée au risque de feu de forêt. Un plan départemental de protection des forêts contre les incendies (PDPFCI) a été approuvé en décembre 2014 pour la période 2014-2023. Les mesures individuelles de prévention contre les incendies sont précisées par divers arrêtés préfectoraux et s’appliquent dans les zones exposées aux incendies de forêt et à moins de 200 mètres de celles-ci. L’arrêté du 23 mars 2018, complété par un arrêté de 2020, réglemente l'emploi du feu en interdisant notamment d’apporter du feu, de fumer et de jeter des mégots de cigarette dans les espaces sensibles et sur les voies qui les traversent sous peine de sanctions. L'arrêté du 23 août 2021, abrogeant un arrêté de 2002, rend le débroussaillement obligatoire, incombant au propriétaire ou ayant droit,,.

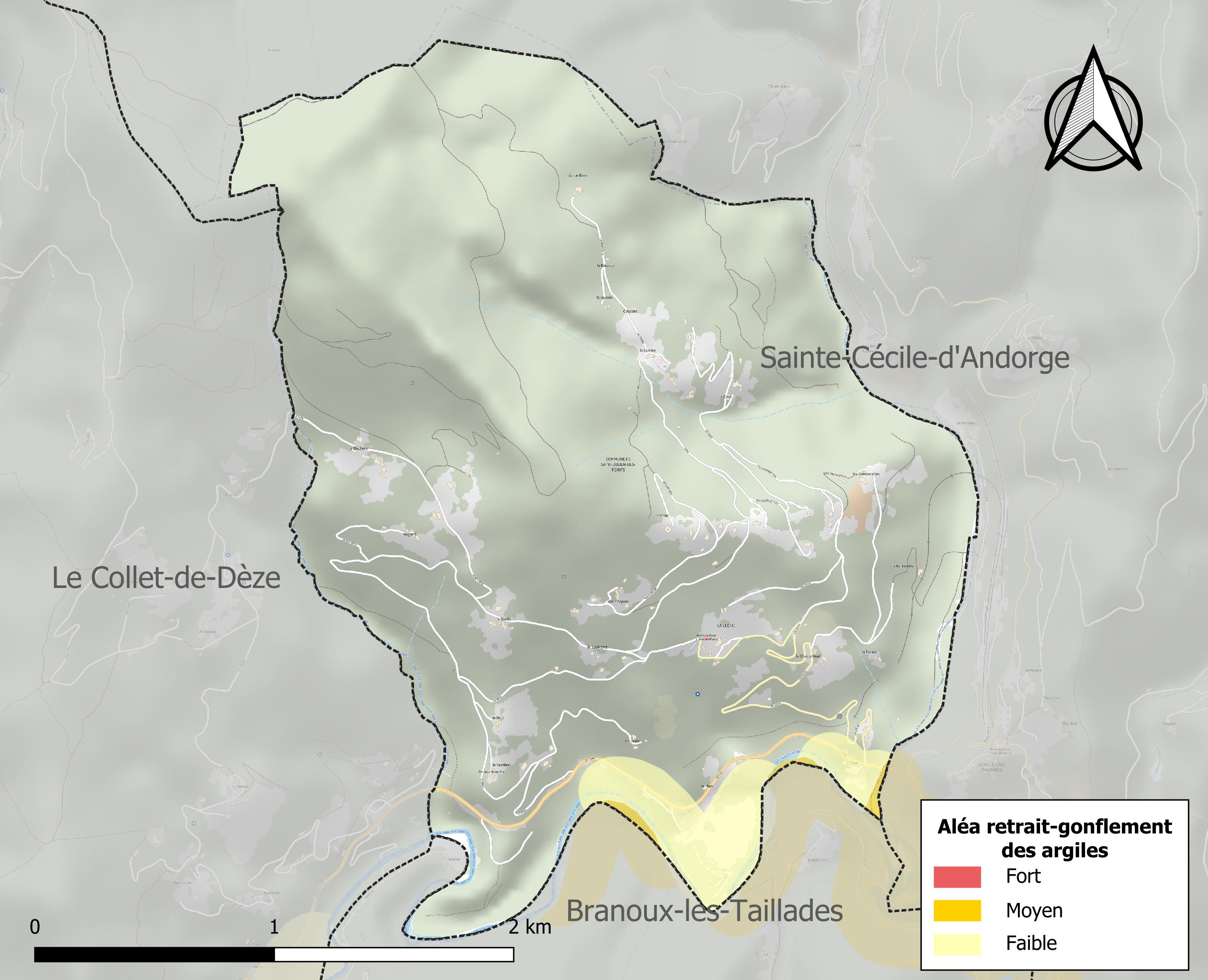
Carte des zones d'aléa retrait-gonflement des sols argileux de Saint-Julien-des-Points.

Les mouvements de terrains susceptibles de se produire sur la commune sont des éboulements, chutes de pierres et de blocs et des glissements de terrain.
Le retrait-gonflement des sols argileux est susceptible d'engendrer des dommages importants aux bâtiments en cas d’alternance de périodes de sécheresse et de pluie. 0,1 % de la superficie communale est en aléa moyen ou fort (15,8 % au niveau départemental et 48,5 % au niveau national). Sur les 72 bâtiments dénombrés sur la commune en 2019,  aucun n'est en aléa moyen ou fort, à comparer aux 14 % au niveau départemental et 54 % au niveau national. Une cartographie de l'exposition du territoire national au retrait gonflement des sols argileux est disponible sur le site du BRGM,.
Par ailleurs, afin de mieux appréhender le risque d’affaissement de terrain, l'inventaire national des cavités souterraines permet de localiser celles situées sur la commune.

#### Risques technologiques
Le risque de transport de matières dangereuses sur la commune est lié à sa traversée par des infrastructures routières ou ferroviaires importantes ou la présence d'une canalisation de transport d'hydrocarbures. Un accident se produisant sur de telles infrastructures est susceptible d’avoir des effets graves sur les biens, les personnes ou l'environnement, selon la nature du matériau transporté. Des dispositions d’urbanisme peuvent être préconisées en conséquence.

#### Risque particulier
Dans plusieurs parties du territoire national, le radon, accumulé dans certains logements ou autres locaux, peut constituer une source significative d’exposition de la population aux rayonnements ionisants. Certaines communes du département sont concernées par le risque radon à un niveau plus ou moins élevé. Selon la classification de 2018, la commune de Saint-Julien-des-Points est classée en zone 2, à savoir zone à potentiel radon faible mais sur lesquelles des facteurs géologiques particuliers peuvent faciliter le transfert du radon vers les bâtiments.

## Politique et administration
| Période   | Période   | Identité      | Étiquette | Qualité |
| --------- | --------- | ------------- | --------- | --- |
| mars 2001 | mars 2008 | Robert Aigoin | PCF       | Conseiller général du canton de Saint-Germain-de-Calberte (1992-2015), puis du canton du Collet-de-Dèze depuis 2015 |
| mars 2008 | en cours  | André Deleuze |           | |

## Démographie
L'évolution du nombre d'habitants est connue à travers les recensements de la population effectués dans la commune depuis 1793. Pour les communes de moins de 10 000 habitants, une enquête de recensement portant sur toute la population est réalisée tous les cinq ans, les populations de référence des années intermédiaires étant quant à elles estimées par interpolation ou extrapolation. Pour la commune, le premier recensement exhaustif entrant dans le cadre du nouveau dispositif a été réalisé en 2005.

En 2022, la commune comptait 119 habitants, en évolution de +7,21 % par rapport à 2016 (Lozère : +0,11 %, France hors Mayotte : +2,11 %).
| 1793 | 1800 | 1806 | 1821 | 1831 | 1836 | 1841 | 1846 | 1851 |
| ---- | ---- | ---- | ---- | ---- | ---- | ---- | ---- | ---- |
| 179  | 187  | 208  | 156  | 218  | 252  | 212  | 230  | 199  |

| 1856 | 1861 | 1866 | 1872 | 1876 | 1881 | 1886 | 1891 | 1896 |
| ---- | ---- | ---- | ---- | ---- | ---- | ---- | ---- | ---- |
| 161  | 176  | 194  | 200  | 175  | 148  | 127  | 110  | 141  |

| 1901 | 1906 | 1911 | 1921 | 1926 | 1931 | 1936 | 1946 | 1954 |
| ---- | ---- | ---- | ---- | ---- | ---- | ---- | ---- | ---- |
| 136  | 141  | 140  | 124  | 113  | 106  | 90   | 112  | 107  |

| 1962 | 1968 | 1975 | 1982 | 1990 | 1999 | 2005 | 2006 | 2010 |
| ---- | ---- | ---- | ---- | ---- | ---- | ---- | ---- | ---- |
| 125  | 90   | 70   | 84   | 76   | 91   | 98   | 97   | 111  |

| 2015 | 2020 | 2022 | - | - | - | - | - | - |
| ---- | ---- | ---- | - | - | - | - | - | - |
| 113  | 117  | 119  | - | - | - | - | - | - |

## Économie

### Emploi
|                | 2008  | 2013  | 2018  |
| -------------- | ----- | ----- | ----- |
| Commune        | 6,4 % | 1,6 % | 5,3 % |
| Département    | 5 %   | 6,4 % | 7,1 % |
| France entière | 8,3 % | 10 %  | 10 %  |

En 2018, la population âgée de 15 à 64 ans s'élève à 55 personnes, parmi lesquelles on compte 74,5 % d'actifs (69,2 % ayant un emploi et 5,3 % de chômeurs) et 25,5 % d'inactifs,. En  2018, le taux de chômage communal (au sens du recensement) des 15-64 ans est inférieur à celui de la France et département, alors qu'en 2008 il était supérieur à celui du département et inférieur à celui de la France.
La commune est hors attraction des villes,. Elle compte 26 emplois en 2018, contre 20 en 2013 et 21 en 2008. Le nombre d'actifs ayant un emploi résidant dans la commune est de 38, soit un indicateur de concentration d'emploi de 68,4 % et un taux d'activité parmi les 15 ans ou plus de 39,4 %.
Sur ces 38 actifs de 15 ans ou plus ayant un emploi, 9 travaillent dans la commune, soit 23 % des habitants. Pour se rendre au travail, 87,2 % des habitants utilisent un véhicule personnel ou de fonction à quatre roues, 2,6 % s'y rendent en deux-roues, à vélo ou à pied et 10,3 % n'ont pas besoin de transport (travail au domicile).

## Culture locale et patrimoine

### Lieux et monuments
- Église Saint-Julien de La Combe.
- Petit monastère du skite Sainte-Foy[29],[30],[31].

## Héraldique
| Blason de Saint-Julien-des-Points | Blason  | Coupé bandé d’or et de sinople, de 6 pièces et d’azur, à une hallebarde accostée de deux soroses le tout d’or. |
| Blason de Saint-Julien-des-Points | Détails | Le bandé d’or et le sinople est la reprise du blason de la famille Budos de Portes, seigneur du village. La reprise intégrale du blason de seigneur étant interdite pour les municipalités, il suffit d’en reprendre un ou plusieurs éléments. Le coupé d’azur permet de représenter le lac de Cambous et le ruisseau du Gardon. La hallebarde, arme utilisée par les gardes du palais est l’un des symboles employés pour représenter saint Julien, le saint patron éponyme du village. La sorose est le fruit du mûrier. Saint Julien des Points est l’un de ces villages cévenols qui a produit de la soie à partir de l’élevage du ver à soie nourri avec les feuilles du mûrier. Les ornements sont deux branches de châtaignier de sinople, fruitées d'or, mises en sautoir par la pointe et liées d'or qui indique la présence de forêts sur le territoire communal. Le listel d'argent porte le nom de la commune en lettres majuscules de sable. La couronne de tours dit que l’écu est celui d’une commune ; elle n’a rien à voir avec des fortifications. Le statut officiel du blason reste à déterminer. |